# Ingeborg Sæhlie
Ingeborg Sæhlie (Vang (Hamar), 5 juni 1863 – aldaar, 10 mei 1936) was een Noors zangeres. Ze was mezzosopraan.
Ze werd geboren binnen het gezin Andreas Sæhlie en Christiane Benedicte Todderud. Ze huwde op 9 november 1889 met Wollert Hille uit Hamar. Diens vader, Arnoldus Hille (1829-1919), was van 1887 tot 1906 bisschop van Hamar. Er werden uit dat huwelijk tussen 1890 en 1905 vijf kinderen geboren.
Er zijn enige concerten van haar bekend gedurende de periode 1885 tot 1888:
- 21 februari 1885: samen met pianiste Agathe Backer-Grøndahl
- 23 april 1885 samen met Erika Nissen en opnieuw Agathe Backer-Grøndahl
- 2 oktober 1886 met Erika Nissen, Martin Ursin het orkest van het Christiania Theater onder leiding van Johan Hennum; op het programma onder meer een aria uit Lucia di Lammermoor
- 4 december 1886 met dezelfde combinatie, maar zonder orkest.
- 16 oktober 1888 met Ingeborg Exner, Gustav Lange, Martin Ursin en Peter Lindeman

Na haar huwelijk verdween ze qua zang uit zicht, maar trad in 1916 nog een keer op.